# Dimitri Maenhoudt
Dimitri Maenhoudt (24 maart 1969) is een Belgische voormalige atleet, die gespecialiseerd was in het hoogspringen. Hij veroverde vier Belgische titels.

## Biografie
Maenhoudt nam in 1988 deel aan de wereldkampioenschappen U20. Hij behaalde met een sprong van 2,14 m de finale, waarin hij negende werd. Hij werd dat jaar ook voor het eerst Belgisch kampioen. In 1991 werd hij met een persoonlijk record van 2,22 m opnieuw Belgisch kampioen. In 1992 veroverde hij zowel indoor als outdoor de Belgische titel.
Maenhoudt was aangesloten bij Houtland, Olympic Brugge en Excelsior Sports Club

## Belgische kampioenschappen
Outdoor
| Onderdeel    | Jaar             |
| ------------ | ---------------- |
| hoogspringen | 1988, 1991, 1992 |

Indoor
| Onderdeel    | Jaar |
| ------------ | ---- |
| hoogspringen | 1992 |

## Persoonlijk record
| Onderdeel    | Prestatie | Datum           | Plaats  |
| ------------ | --------- | --------------- | ------- |
| hoogspringen | 2,22 m    | 3 augustus 1991 | Brussel |

## Palmares
hoogspringen
- 1988:  BK indoor AC – 2,09 m
- 1988: 9e WK U20 in Sudbury – 2,12 m
- 1988:  BK AC – 2,08 m
- 1990:  BK AC – 2,00 m
- 1991:  BK AC – 2,22 m
- 1992:  BK indoor AC – 2,17 m
- 1992:  BK AC – 2,17 m
- 1993:  BK indoor AC – 2,10 m
- 1993:  BK AC – 2,09 m